# Tipula (Acutipula) radha
Tipula (Acutipula) radha is een tweevleugelige uit de familie langpootmuggen (Tipulidae). De soort komt voor in het Palearctisch gebied.